# Esclerotina

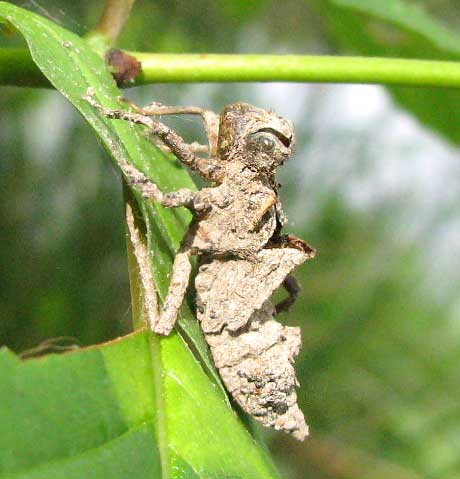
El exoesqueleto desechado de una ninfa de libélula.

La esclerotina es un componente de la cutícula de los artrópodos, incluyendo a los insectos. Está formada por miembros de un tipo particular de proteínas que forman enlaces. Forman un material rígido que da a los artrópodos su exoesqueleto de quitina. Es especialmente fuerte en algunos órganos como las mandíbulas de algunos insectos y arácnidos y los escleritos de escorpiones y escarabajos.
A medida que madura, la esclerotina recién formada se endurece y adquiere un color desde amarillo a marrón. A medida que los animales se adaptaron a la vida terrestre, sus necesidades por una variedad de materiales endurecedores orgánicos aumentó, en comparación con los materiales endurecedores inorgánicos como carbonatoe y fosfatos de calcio. En los invertebrados, las esclerotinas con sus proteínas de enlaces cruzados satisfacen algunas de estas necesidades. También han llevado a la formación de alas.
La esclerotina presenta variedad química; diferentes especies incorporan proteínas diferentes en proporciones variables y el mismo insecto usa diferentes composiciones en la formación de diversas partes del organismo. Por ejemplo, los componentes endurecedores de las piezas bucales de un saltamontes son diferentes de los de las tibias de sus patas. En general, están formadas por enlaces cruzados con compuestos fenólicos. Sin embargo, en algunos Apterygota, por lo menos, algunos de los enlaces cruzados son por enlaces disulfuros, similares a los de la queratina de los vertebrados. Por eso algunos autores se refieren a estas proteínas como queratina, pero los análisis más recientes demuestran que son muy diferentes, con enlaces de disulfuro de otros tipos.